# 饒魯
饒魯（?—?），字伯舆，一字仲元，又字师鲁，号双峰，人称雙峰先生，江西餘干人，宋代學者。
饒魯品端學粹，潛心聖學，以致知力行為本，四方聘講者相踵相接，曾建「朋來館」以居學者，春風化雨，遍及天下。私謚文元。